# Nationalliga A (1988/1989)
Nationalliga A (1988/1989) – 92. edycja najwyższej piłkarskiej klasy rozgrywkowej w  Szwajcarii. Rozpoczęły się 23 lipca 1988 roku, zakończyły się natomiast 14 czerwca 1989 roku. W rozgrywkach wzięło udział dwanaście drużyn. Mistrzowski tytuł wywalczyła drużyna FC Luzern. Królem strzelców ligi został Karl-Heinz Rummenigge z Servette FC, który zdobył 24 gole.

## Drużyny
| Uczestnicy poprzedniej edycji                                                                                 | Uczestnicy poprzedniej edycji | Uczestnicy poprzedniej edycji | Uczestnicy poprzedniej edycji |
| --- | ----------------------------- | ----------------------------- | ----------------------------- |
| NEU | Neuchâtel Xamax               | 1                             |                               |
| SER | Servette FC                   | 2                             |                               |
| AAR | FC Aarau                      | 3                             |                               |
| GRA | Grasshopper Club Zurych       | 4                             |                               |
| LUZ | FC Luzern                     | 5                             |                               |
| GAL | FC Sankt Gallen               | 6                             |                               |
| LAU | FC Lausanne-Sport             | 7                             |                               |
| YBO | BSC Young Boys                | 8                             |                               |
| SIO | FC Sion                       | 9                             |                               |
| BEL | AC Bellinzona                 | 10                            |                               |
| Awans z Nationalligi B (1987/1988)                                                                            |                               |                               |                               |
| LUG | FC Lugano                     | 1                             |                               |
| WET | FC Wettingen                  | 2                             |                               |
| Oznaczenia: - kolumna pierwsza – skróty nazw drużyn, - kolumna trzecia – miejsce zajęte w poprzednim sezonie. |                               |                               |                               |

Po poprzednim sezonie spadły: FC Basel i FC Zürich

## Sezon zasadniczy

### Tabela
| Lp. | Drużyna                 | M  | Z  | R  | P  | Bramki | Bramki | Różn. | Pkt | Uwagi              |
| --- | ----------------------- | -- | -- | -- | -- | ------ | ------ | ----- | --- | ------------------ |
| 1   | FC Luzern               | 22 | 10 | 8  | 4  | 27     | 25     | +2    | 28  | Grupa mistrzowska  |
| 2   | Grasshopper Club Zurych | 22 | 10 | 7  | 5  | 41     | 29     | +12   | 27  | Grupa mistrzowska  |
| 3   | AC Bellinzona           | 22 | 9  | 7  | 6  | 34     | 27     | +7    | 25  | Grupa mistrzowska  |
| 4   | FC Sion                 | 22 | 8  | 8  | 6  | 25     | 21     | +4    | 24  | Grupa mistrzowska  |
| 5   | FC Wettingen            | 32 | 5  | 14 | 13 | 23     | 21     | +2    | 24  | Grupa mistrzowska  |
| 6   | BSC Young Boys          | 22 | 8  | 7  | 7  | 45     | 36     | +9    | 23  | Grupa mistrzowska  |
| 7   | Neuchâtel Xamax         | 22 | 7  | 9  | 6  | 39     | 33     | +6    | 23  | Grupa mistrzowska  |
| 8   | Servette FC             | 22 | 8  | 6  | 8  | 39     | 34     | +5    | 22  | Grupa mistrzowska  |
| 9   | FC Aarau                | 22 | 5  | 8  | 9  | 27     | 29     | −2    | 18  | Grupa awans/spadek |
| 10  | FC Lausanne-Sport       | 22 | 5  | 8  | 9  | 27     | 34     | −7    | 18  | Grupa awans/spadek |
| 11  | FC Sankt Gallen         | 22 | 5  | 6  | 11 | 29     | 44     | −15   | 16  | Grupa awans/spadek |
| 12  | FC Lugano               | 22 | 3  | 10 | 9  | 23     | 46     | −23   | 16  | Grupa awans/spadek |

## Grupa mistrzowska
| Lp. | Drużyna                 | M  | Z | R | P | Bramki | Bramki | Różn. | Pkt | Uwagi                                   |
| --- | ----------------------- | -- | - | - | - | ------ | ------ | ----- | --- | --------------------------------------- |
| 1   | FC Luzern               | 14 | 7 | 5 | 2 | 17     | 11     | +6    | 19  | Puchar Europy • I runda                 |
| 2   | Grasshopper Club Zurych | 14 | 7 | 2 | 5 | 20     | 18     | +2    | 16  | Puchar Zdobywców Pucharów • 1/16 finału |
| 3   | FC Sion                 | 14 | 6 | 5 | 3 | 22     | 15     | +7    | 17  | Puchar UEFA • 1/32 finału               |
| 4   | FC Wettingen            | 14 | 7 | 2 | 5 | 20     | 22     | −2    | 16  | Puchar UEFA • 1/32 finału               |
| 5   | BSC Young Boys          | 14 | 6 | 3 | 5 | 36     | 22     | +14   | 15  |                                         |
| 6   | Neuchâtel Xamax         | 14 | 4 | 3 | 7 | 23     | 26     | −3    | 11  |                                         |
| 7   | AC Bellinzona           | 14 | 2 | 4 | 8 | 9      | 26     | −17   | 8   |                                         |
| 8   | Servette FC             | 14 | 3 | 4 | 7 | 25     | 52     | −27   | 10  |                                         |

## Grupa awans/spadek

### Grupa A
| Lp. | Drużyna           | M  | Z  | R | P  | Bramki | Bramki | Różn. | Pkt | Uwagi |
| --- | ----------------- | -- | -- | - | -- | ------ | ------ | ----- | --- | ----- |
| 1   | FC Sankt Gallen   | 14 | 10 | 3 | 1  | 30     | 13     | +17   | 23  |       |
| 2   | FC Lausanne-Sport | 14 | 9  | 4 | 1  | 42     | 8      | +34   | 22  |       |
| 3   | FC Zürich         | 14 | 6  | 2 | 6  | 29     | 23     | +6    | 14  |       |
| 4   | FC Basel          | 14 | 4  | 6 | 4  | 19     | 21     | −2    | 14  |       |
| 5   | CS Chênois        | 14 | 4  | 4 | 6  | 22     | 29     | −7    | 12  |       |
| 6   | FC Grenchen       | 14 | 3  | 4 | 7  | 17     | 26     | −9    | 10  |       |
| 7   | ES FC Malley      | 14 | 2  | 6 | 6  | 15     | 29     | −14   | 10  |       |
| 8   | BSC Old Boys      | 14 | 3  | 1 | 10 | 13     | 38     | −25   | 7   |       |

### Grupa B
| Lp. | Drużyna           | M  | Z  | R | P | Bramki | Bramki | Różn. | Pkt | Uwagi |
| --- | ----------------- | -- | -- | - | - | ------ | ------ | ----- | --- | ----- |
| 1   | FC Lugano         | 14 | 10 | 3 | 1 | 29     | 10     | +19   | 23  |       |
| 2   | FC Aarau          | 14 | 11 | 1 | 2 | 24     | 9      | +15   | 23  |       |
| 3   | FC Locarno        | 14 | 6  | 3 | 5 | 22     | 16     | +6    | 15  |       |
| 4   | FC Baden          | 14 | 6  | 3 | 5 | 22     | 24     | −2    | 15  |       |
| 5   | Yverdon-Sport FC  | 14 | 4  | 6 | 4 | 9      | 9      | 0     | 14  |       |
| 6   | FC Bulle          | 14 | 3  | 3 | 8 | 19     | 28     | −9    | 9   |       |
| 7   | FC Chiasso        | 14 | 0  | 7 | 7 | 15     | 30     | −15   | 7   |       |
| 8   | Étoile Carouge FC | 14 | 1  | 4 | 9 | 8      | 22     | −14   | 6   |       |

## Najlepsi strzelcy
24 bramki
- Karl-Heinz Rummenigge (Servette FC)

19 bramek
- Kubilay Türkyılmaz (AC Bellinzona)
- Dario Zuffi (BSC Young Boys)

18 bramek
- Wynton Rufer (Grasshopper Club Zurych)

17 bramek
- Peter Közle (BSC Young Boys)

15 bramek
- Peter Nadig (FC Luzern)

14 bramek
- Robert Lüthi (Neuchâtel Xamax)

13 bramek
- Mirsad Baljić (FC Sion)